# (2715) Mielikki
(2715) Mielikki es un asteroide que forma parte del cinturón de asteroides y fue descubierto por Yrjö Väisälä el 22 de octubre de 1938 desde el Observatorio de Iso-Heikkilä, en Turku, Finlandia.

## Designación y nombre
Mielikki recibió inicialmente la designación de 1938 US.
Posteriormente, en 1983, se nombró por Mielikki, una diosa de la mitología finesa.

## Características orbitales
Mielikki orbita a una distancia media de 2,735 ua del Sol, pudiendo alejarse hasta 3,153 ua y acercarse hasta 2,318 ua. Su inclinación orbital es 6,748 grados y la excentricidad 0,1527. Emplea en completar una órbita alrededor del Sol 1652 días.

## Características físicas
La magnitud absoluta de Mielikki es 11,3. Tiene 13,09 km de diámetro y emplea 33,62 horas en completar una vuelta sobre su eje. Su albedo se estima en 0,1791. Mielikki está asignado al tipo espectral A de la clasificación SMASSII.